# Hemicloeina
Hemicloeina là một chi nhện trong họ Trochanteriidae.